# (19173) Virginiaterése
19173 Virginiaterese (1991 GE2) – planetoida z grupy pasa głównego asteroid, okrążająca Słońce w ciągu 3,78 lat w średniej odległości 2,43 j.a. Odkryta 15 kwietnia 1991 roku.